# Irena Komnena Angelina
Irena Komnena Angelina (grč. Ειρήνη Κομνηνή Άγγελίνα, Eirene Komnini Angelina) bila je bizantska princeza od koje su potekli Paleolozi.
Njezin otac je bio car Aleksije III. Angel, a majka joj je bila carica Eufrozina Duka Kamaterina. Irena, nazvana po grčkoj božici mira, bila je sestra Ane Angeline, bizantske carice.
Irenin je prvi muž bio Andronik Kontostefanos. On je postao redovnik.
Plemić Aleksije Komnen Paleolog morao se rastati od svoje žene kako bi mogao oženiti Irenu.
Kći Irene i Aleksija bila je plemkinja Teodora Angelina Paleolog. Ona se udala za svog bratića, sina drugog Aleksija Paleologa.
Irenin je unuk bio car Mihael VIII. Paleolog.